# Monno
Monno (lombardul: Mòn) település Olaszországban, Lombardia régióban, Brescia megyében. Lakosainak száma 512 fő (2023. január 1.). Monno Edolo, Grosio, Incudine, Mazzo di Valtellina, Vezza d’Oglio, Grosotto és Tovo di Sant’Agata községekkel határos.

## Népesség
A település lakossága az elmúlt években az alábbi módon változott:
| Lakosok száma | 544  | 540  | 512  |
|               | 2017 | 2018 | 2023 |